# Valetamato bromuro
Il valetamato bromuro è una molecola dotata di azione antimuscarinica, sia centrale che periferica, appartenente alla serie ammonico quaternaria ed ha effetti periferici simili a quelli dell'atropina solfato.

## Proprietà chimico-fisiche
Il valetamato bromuro si presenta come una polvere cristallina bianca solubilissima in acqua, molto solubile in alcool, praticamente insolubile in etere. Il punto di fusione della sostanza è pari a 100-101 °C. Il valetamato bromuro è stabile in soluzione acquosa. Le soluzioni allo 0,6% non perdono attività dopo conservazione a temperatura ambiente per un anno.

## Farmacocinetica
Dopo somministrazione per via endovenosa o intramuscolare, il farmaco esplica molto rapidamente la sua attività (entro 20-30 minuti). L'emivita plasmatica è di circa 4 ore. Valetamato bromuro viene metabolizzato nel fegato e successivamente escreto nelle urine, dove si ritrovano sia la forma immodificata che alcuni metaboliti. Il farmaco oltrepassa la barriera placentare e viene escreto nel latte materno.

## Usi clinici
Il farmaco trova indicazione nel trattamento sintomatico degli spasmi viscerali.

Nelle forme parenterali viene usato in particolare per determinare la dilatazione della cervice uterina nella prima fase del parto, causando così una accelerazione del travaglio. La muscolatura uterina delle donne a termine è molto più sensibile all'azione del farmaco.

## Effetti collaterali ed avversi
Gli effetti collaterali sono rari, tra questi si segnalano nausea, vomito, dolore toracico e palpitazioni. A causa della sua azione anticolinergica valetamato bromuro può causare secchezza delle fauci, sete, riduzione delle secrezioni bronchiali, dilatazione della pupilla (midriasi), con perdita della capacità di accomodazione (cicloplegia), vampate di calore,  secchezza della pelle. Altri effetti possibili sono la comparsa di eruzioni cutanee, sintomi a carico del sistema nervoso centrale quali nervosismo, irrequietezza e vertigini.

## Controindicazioni
Il farmaco è controindicato in soggetti con ipersensibilità nota al principio attivo. Ulteriori controindicazioni sono rappresentate dalla ipertrofia prostatica, ileo paralitico o stenosi del piloro, rettocolite ulcerosa o megacolon tossico, misatenia grave, glaucoma ad angolo chiuso, ipertensione arteriosa (compresa quella indotta dalla gravidanza), coronaropatie e malattie vascolari periferiche.

Il farmaco è anche controindicato in ogni fase della gravidanza, prima della fase immediatamente precedente il travaglio.

## Dosi terapeutiche
Il valetamato bromuro viene somministrato per via orale alla dose di 10–20 mg, tre volte al giorno. Può essere somministrato anche per via parenterale (endovenosa od intramuscolare) al dosaggio di 4–8 mg.

## Sovradosaggio
I sintomi che si possono verificare sono: vasospasmo, nausea, alterazioni dello stato di coscienza, convulsioni, crisi ipertensive, aritmie.

In caso di intossicazione il trattamento è esclusivamente sintomatico. Vengono somministrati vasodilatatori e deve essere eseguito un attento monitoraggio che comprenda l'esecuzione seriata di controlli della pressione arteriosa ed elettrocardiogramma. In caso di convulsioni è possibile ricorrere al diazepam endovena. Per vincere gli effetti anticolinergici, si può ricorrere ad un uso giudizioso di fisostigmina (1–3 mg intramuscolo o sottocute) ripetibile ogni 4-6 ore.